# Lee Myung-bak
Lee Myung-bak, kor. hangul 이명박, hancha 李明博, wym. i.mʲʌŋ.bak (ur. 19 grudnia 1941 w Osace) – południowokoreański polityk, prezydent Republiki Korei od 25 lutego 2008 do 25 lutego 2013. Burmistrz Seulu w latach 2002–2006, członek Hannaradang (od 2012 Saenuridang).

## Młodość i edukacja
Lee urodził się w Osace w Japonii, gdzie jego ojciec pracował na farmie bydła. Na japońskim akcie urodzenia jego imię i nazwisko to Akihiro Tsukiyama (jap. 月山 明博 Tsukiyama Akihiro; 쓰키야마 아키히로, つきやま あきひろ). Jego rodzina przeniosła się do Korei krótko po II wojnie światowej w 1945. Miał pięcioro rodzeństwa, dorastał z trzema braćmi i dwoma siostrami w Pohangu w Gyeongsangu Północnym. Gdy w 1950 roku wybuchła wojna na Półwyspie Koreańskim, rodzina straciła cały dorobek, zmuszona była porzucić dom i osiedlić się na nowo w murach porzuconej świątyni.
Lee spędził dzieciństwo, pomagając matce w handlu lodami, ciastem, ubraniami, owocami i słodyczami. Sam sprzedawał ciastka ryżowe niedaleko bazy wojskowej. Jego rodzina żyła poniżej przeciętnej. Jego matka stała się dla niego inspiracją do napisania później książki pt. Matka.
Spośród licznego rodzeństwa tylko najstarszy syn mógł początkowo pozwolić sobie na edukację. Jednakże jego nauczyciel zaoferował Lee pobieranie wieczornych lekcji w Szkole Handlowej Dongji. Po ukończeniu szkoły średniej Lee przeniósł się do Seulu, aby rozpocząć studia. W tym czasie pracował jako śmieciarz, przygotowując się jednocześnie do egzaminów wstępnych na studia. Ukończył administrację na Uniwersytecie Koreańskim w Seulu.
W czasie studiów Lee pełnił funkcję przewodniczącego samorządu studenckiego. W 1964 uczestniczył w demonstracji studenckiej przeciw normalizacji stosunków koreańsko-japońskich. Następnie za ten czyn był więziony przez 6 miesięcy.

## Kariera biznesowa
W 1965 rozpoczął pracę w Hyundai Engineering and Construction. Na początek został wysłany do Tajlandii, by realizować projekt budowy autostrady, ukończonej w 1968. Po powrocie do Korei, Lee został kierownikiem fabryki Hyundaya w Seulu. W pracy zyskał sobie przydomek „Buldożer”. Stało się to po tym, jak Lee rozebrał na części spycharkę, by zgłębić jej budowę i dowiedzieć się dlaczego jest niesprawna.
W 1976 Lee objął stanowisko CEO. Od 1977 do 1992 zajmował kierownicze stanowiska w sześciu firmach powiązanymi z Hyundai. W 1988 został prezesem całej kompanii. Po 27 latach spędzonych w przedsiębiorczości postanowił rozpocząć działalność polityczną.

## Burmistrz Seulu

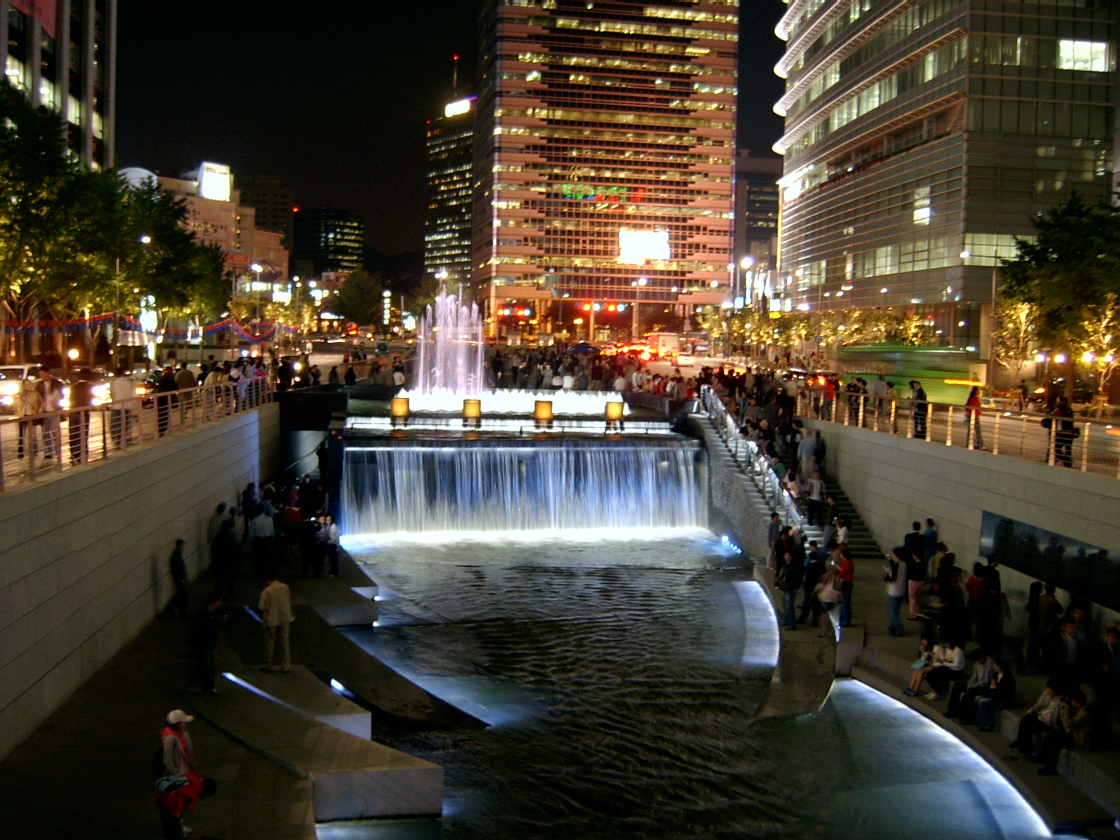
Seulski strumyk Cheonggyecheon nocą

W 1992 Lee został wybrany do Zgromadzenia Narodowego Republiki Korei (parlament). W 1996 uzyskał reelekcję w parlamencie. Jednakże w 1998 zrezygnował z mandatu ze względu na złamanie prawa wyborczego z powodu przekroczenia dopuszczalnych wydatków na kampanię wyborczą.
W 2002 wziął udział w wyborach na burmistrza Seulu. Odniósł w nich sukces i 1 lipca 2002 objął urząd burmistrza stolicy, zajmując go do 1 lipca 2006. Jako burmistrz wyróżnił się innowacyjną polityką, szczególnie uregulowaniem przepływu strumyka Cheonggyecheon. Usprawnił także system transportu miejskiego. Poprawił stan dróg, w tym autostrady przebiegającej przez miasto oraz wprowadził system szybkich autobusów miejskich.
Innym jego przedsięwzięciem było założenie w 2005 parku Seul Forest, zielonej przestrzeni miejskiej z 400 tys. drzew oraz setką gatunków różnych zwierząt.

## Kampania prezydencka
10 maja 2007 Lee Myung-bak oficjalnie ogłosił zamiar startu w wyborach prezydenckich jako kandydat Wielkiej Partii Narodowej. 20 sierpnia 2007 pokonał w prawyborach Park Geun-hye, uzyskując nominację swojej partii.
Krótko przed wyborami prezydenckimi przeciw Lee pojawiły się zarzuty, oskarżające go o działania korupcyjne w 2001. 3 grudnia 2007 prokuratura stwierdziła jednak, że nie dysponuje żadnymi dowodami przeciw niemu.
Jego program prezydencki zawierał się w tzw. Planie 747 (nawiązanie do cech samolotu Boeing 747), który przewidywał utrzymanie przez Republikę Korei corocznego 7% wzrostu PKB, osiągnięcie poziomu PKB równoważnemu 40 tysiącom USD na 1 mieszkańca i uczynienie kraju siódmą gospodarką świata podczas pełnienia urzędu przez jego osobę. Zapowiedział także budowę Wielkiego Koreańskiego Szlaku Wodnego (kanał), ciągnącego się od Pusanu do Seulu.
W sprawie Korei Północnej głosił potrzebę powiązania jej z Koreą Południową poprzez wzajemne relacje gospodarcze. Zapowiedział zwiększenie inwestycji gospodarczych u północnego sąsiada, powołanie konsultacyjnego komitetu ds. gospodarczych, a w przyszłości ustanowienie Koreańskiej Wspólnoty Gospodarczej.

## Prezydent

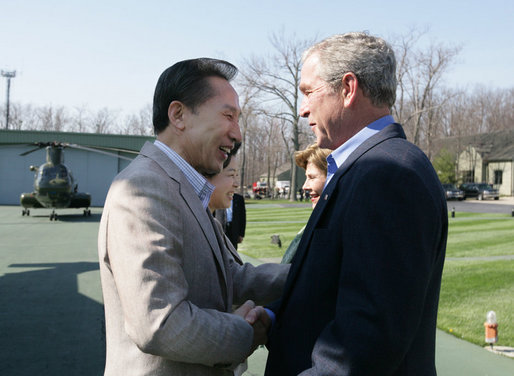
Lee Myung-bak z prezydentem George’em W. Bushem w 2008

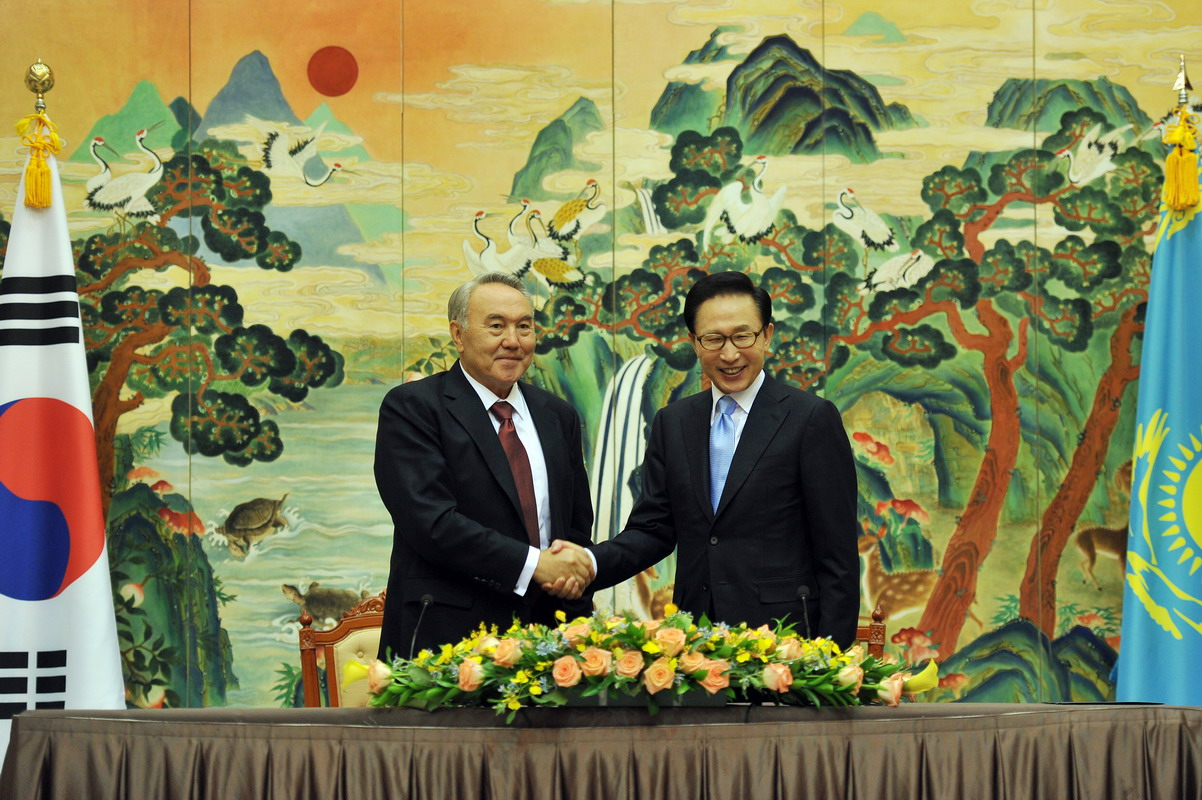
Lee Myung-bak z prezydentem Kazachstanu Nursułtanem Nazarbajewem w 2010

W wyborach prezydenckich 19 grudnia 2007 Lee Myung-bak zajął pierwsze miejsce, zdobywając 48,7% głosów poparcia. Pokonał kandydata Zjednoczonej Nowej Partii Demokratycznej, Chung Dong-younga, który uzyskał 26,1% głosów. 25 lutego 2008 zastąpił na stanowisku prezydenta Roh Moo-huyna.
W swoim przemówieniu inauguracyjnym zapowiedział wzmocnienie sojuszu i współpracy ze Stanami Zjednoczonymi, uzdrowienie narodowej gospodarki oraz promowanie koncepcji „globalnej dyplomacji” i dalsze umacnianie wzajemnych stosunków z państwami regionu, Japonią, Chinami oraz Rosją.
W polityce wewnętrznej prezydent Lee Myung-bak podejmował działania w celu realizacji nakreślonego wcześniej Planu 747. Jest uważany za konserwatywnego polityka. Opowiada się za zwiększeniem roli wolnego rynku w gospodarce.
W polityce zagranicznej prezydent Lee zrezygnował z tzw. słonecznej polityki wobec Korei Północnej, prowadzonej przez jego poprzedników, która zakładała w pierwszym rzędzie pokojową współpracę. Wobec północnego sąsiada zaprezentował bardziej stanowcze stanowisko. Bezwzględnie opowiedział się za przerwaniem północnokoreańskiego programu nuklearnego, co uczynił warunkiem „sine qua non” dalszej współpracy. Zapowiedział również silniejsze powiązanie północy z południem poprzez zwiększenie inwestycji w Korei Północnej oraz wzmożenie współpracy gospodarczej.
W polityce wobec Stanów Zjednoczonych Lee opowiedział się za dalszym pogłębianiem partnerstwa we wszystkich możliwych zakresach, zarówno gospodarczym, politycznym, jak i wojskowym. W kwietniu 2008 swoją pierwszą zagraniczną podróż odbył właśnie do Stanów Zjednoczonych, gdzie w Białym Domu i Camp David spotkał się z prezydentem George’em W. Bushem.

### Sprawa importu amerykańskiej wołowiny

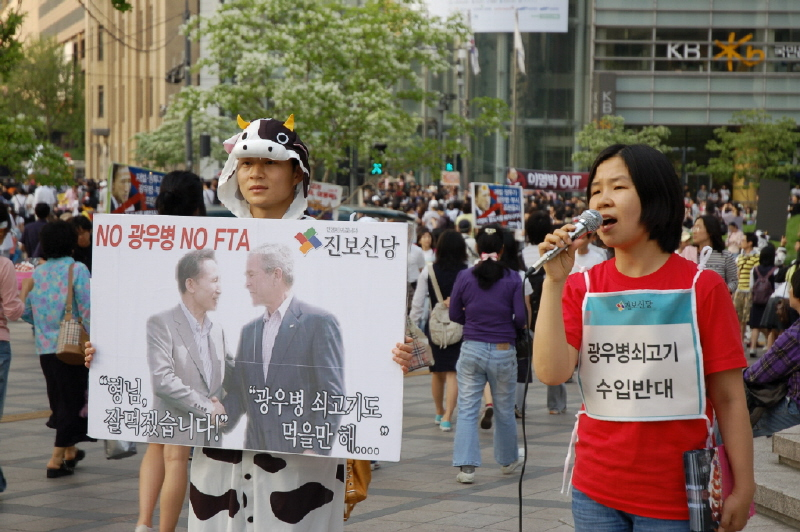
Protesty przeciw importowi wołowiny ze Stanów Zjednoczonych. Seul, maj 2008

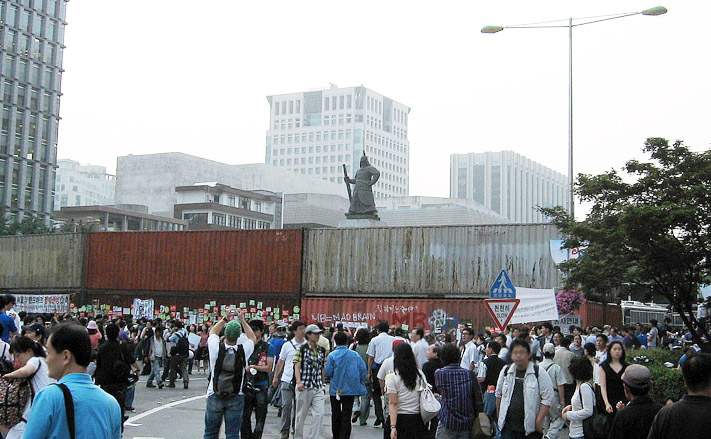
Barykada prezydencka na ulicach Seulu, 10 czerwca 2008

W trakcie wizyty w Stanach Zjednoczonych w kwietniu 2008, prezydent Lee zapowiedział zniesienie ograniczeń w imporcie amerykańskiej wołowiny do Korei Południowej. Ograniczenia te zostały nałożone w 2003 ze względu na epidemię choroby szalonych krów.
Zniesienie ograniczeń w handlu wołowiną spowodowało masowe protesty społeczne w kraju. 31 maja 2008 w Seulu zebrało się ponad 40 tysięcy demonstrantów. Przeciw im postawiono 10-tysięczne siły policji, a w wyniku zamieszek zatrzymano 200 osób. Demonstrujący domagali się nawet impeachmentu prezydenta. Jego popularność drastycznie spadła, poniżej poziomu 30% poparcia społecznego.
10 czerwca 2008 siły policyjne wzniosły nawet w centrum Seulu dwupoziomową barykadę z kontenerów, by odgrodzić od protestujących siedzibę prezydenta. Mieszkańcy określili konstrukcję „fortecą Lee Myung-baka”. Następnego dnia barykada została jednak usunięta nakazem Sekretariatu Obrony.
1 lipca 2008, pomimo sprzeciwu społeczeństwa, import wołowiny ze Stanów Zjednoczonych został oficjalnie wznowiony.

## Życie prywatne
Lee Muyng-bak jest żonaty z Kim Yun-ok (ur. 1947), ma trzy córki i jednego syna. Lee jest chrześcijaninem i prezbiterem („starszym”) w prezbiteriańskim kościele w Seulu.
W 2007 wydał książkę Eomeoni (Matka), w której opisał opiekę i poświęcenie swej matki włożone w wychowanie.

## Odznaczenia
- Wielki Order Mugunghwa (2008)
- Order Słonia (Dania, 2011)[17]
- Order Królewski Serafinów (Szwecja)
- Order Zasługi Republiki Włoskiej I klasy (Włochy, 2009)
- Order Zayeda (Zjednoczone Emiraty Arabskie)
- Order Złotego Orła (Kazachstan, 2009)